# Chibougamau
Chibougamau è un comune del Canada, situato nella provincia del Québec, nella regione del Nord-du-Québec.